# Minas prehistóricas de Gavá-Can Tintorer
Con el nombre de minas prehistóricas de Gavá Tintorer se designa una amplia área situada en el término municipal de Gavá (provincia de Barcelona, Cataluña, España, Europa), que comprende el yacimiento arqueológico de Can Tintorer, importante explotación minera en época neolítica, y las zonas contiguas de la sierra de Les Ferreres, áreas que por los diversos vestigios arqueológicos detectados y sobre todo a causa de su configuración geológica están vinculadas al mismo yacimiento minero del que formaba parte el área de Can Tintorer. 
El yacimiento de las minas prehistóricas de Gavá-Can Tintorer constituye la primera gran explotación minera subterránea neolítica hallada en la península ibérica y, en el contexto europeo, es el único yacimiento con pruebas evidentes de explotación de la calaíta a gran escala.
Los restos de la explotación minera de la zona de Can Tintorer constituyen una compleja red de galerías subterráneas excavadas en los esquistos de la zona y dispuestas en diferentes niveles, que se comunicaban entre sí, formando salas más amplias, a las que se accedía desde la superficie por medio de pozos o galerías inclinadas. 
Las mediciones de radiocarbono dan una cronología absoluta para las galerías más antiguas, de unos 5500 años AP en el Neolítico Antiguo evolucionado poscardial, continuando su explotación en el Neolítico Medio hasta interrumpirse a finales de este período, hace unos 4500 años. La primera materia principal que se extraía eran los aluminofosfatos (variscita, metavariscita, variscita férrica y turquesa), minerales que toman el nombre genérico de calaíta, y que se utilizaban para la fabricación de objetos ornamentales personales. También extrajeron otros minerales, que cortándolos servirán para fabricar herramientas (sílex y ópalo). A su vez, debieron aprovechar el cuarzo, con el que se fabricaban determinados instrumentos, y el ocre que les servía para elaborar pigmentos. 
Posteriormente, en épocas ibérica y romana, y después también en la contemporánea, se volvió a explotar al yacimiento para la obtención de mineral de hierro. 
Algunos de los pozos que comunican con el exterior fueron utilizados para verter en ellos desechos procedentes de los hábitat de las comunidades neolíticas de las proximidades de las explotaciones, y otros fueron reaprovechados como lugar de entierro en sucesivas inhumaciones.